# Joseph Pyrz
Józef Pyrz, connu en France sous le nom de Joseph Pyrz (également sous le pseudonyme Jonasz), né le 17 février 1946 à Gawłówek en Pologne, est un sculpteur, poète et philosophe polonais vivant en France depuis 1979 jusqu'à sa mort.  Il décède le 24 septembre 2016 à Gawłówek en Pologne.

## Biographie
Auteur de plus de 200 œuvres, il a notamment réalisé une représentation de Sainte Rita à la Basilique du Sacré-Cœur de Montmartre, un monument en l'honneur du compositeur Olivier Messiaen à Vouzeron, l'Annonciation à la Cathédrale de Durham (Royaume-Uni). Nombreuses de ses œuvres se trouvent également au Musée d'art de Schorbach.  
Joseph Pyrz a caractérisé son art par une réflexion profondément chrétienne et un travail constant avec la Foi Catholique, créant un style propre et unique et en liant constamment son travail artistique avec la réflexion spirituelle qui l'a accompagné toute sa vie. Chacune de ses œuvres demeure ainsi une réelle pensée théologique et spirituelle. Parmi ses dernières œuvres qui illustrent parfaitement cette union entre Philosophie, Théologie et réalité de la Foi et de la Bible qu'il exerçait dans ses sculptures il y a le décalogue, qu'il nommait lui-même "Ecoute Israël" et qu'il n'hésitait pas à offrir comme véritable support de catéchèse.

## Galerie
Centre d'Arts Grosser Garten, Schorbach (Moselle)

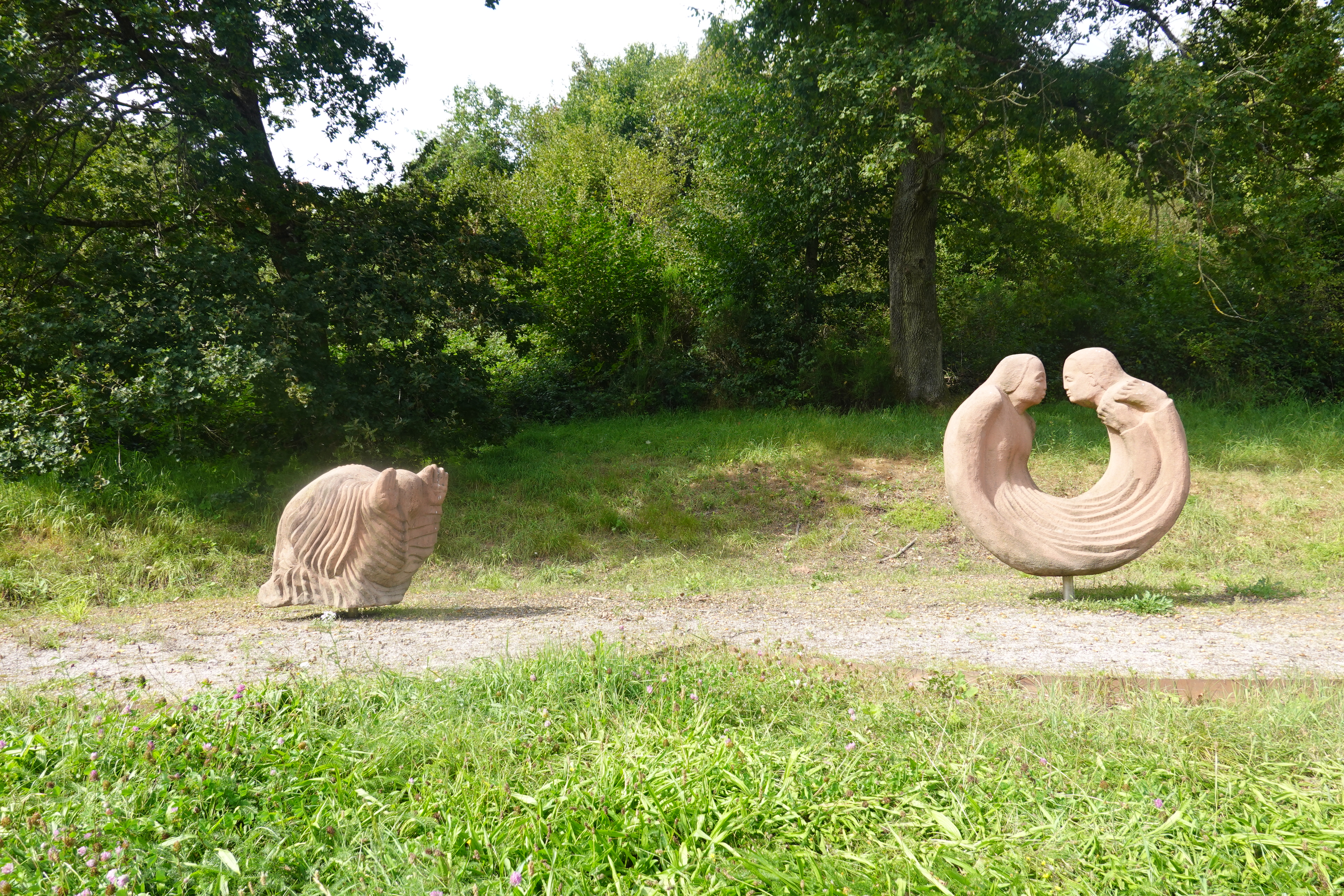
Sculptures de Joseph Pyrz (plein air)
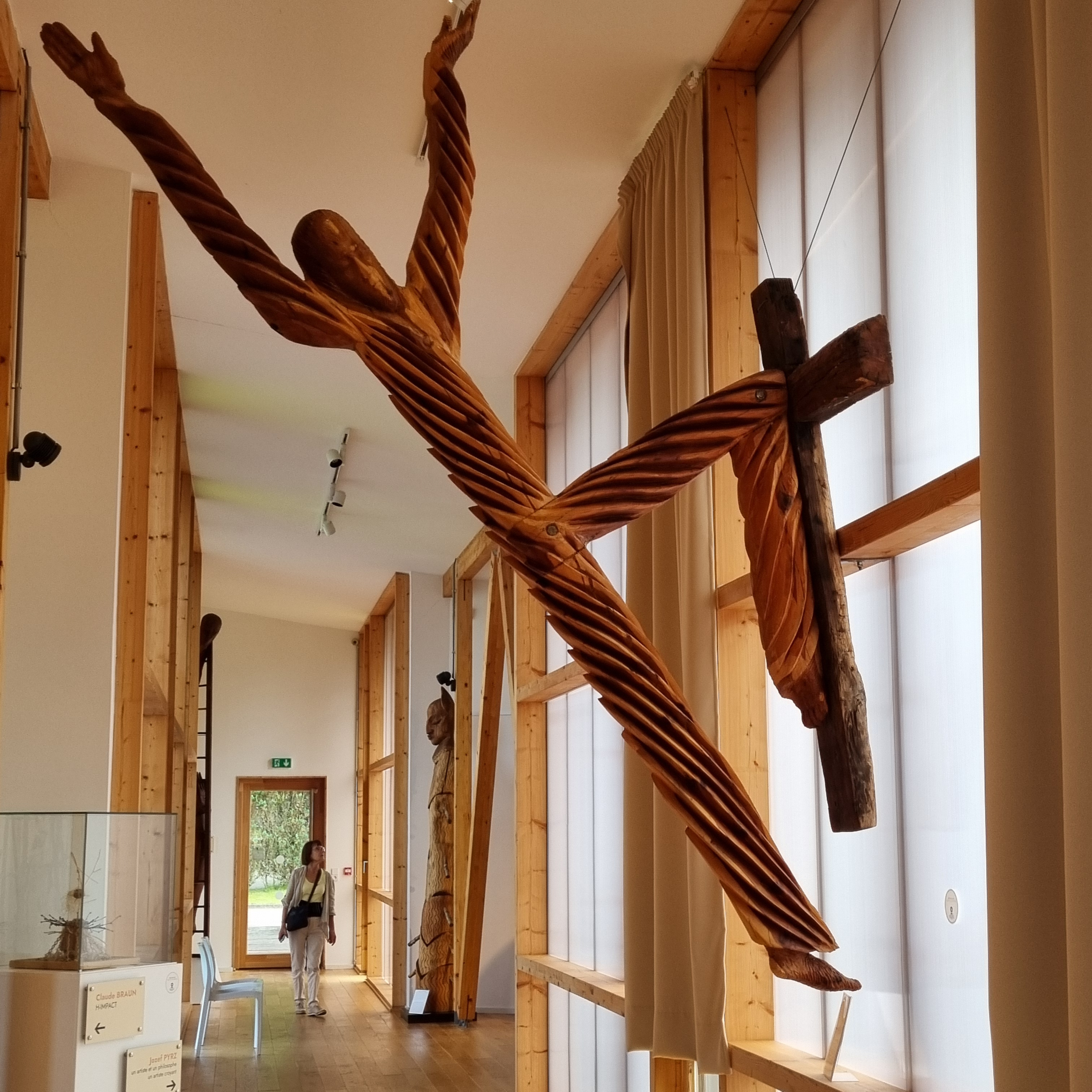
Joseph Pyrz, Résurrection / apothéose
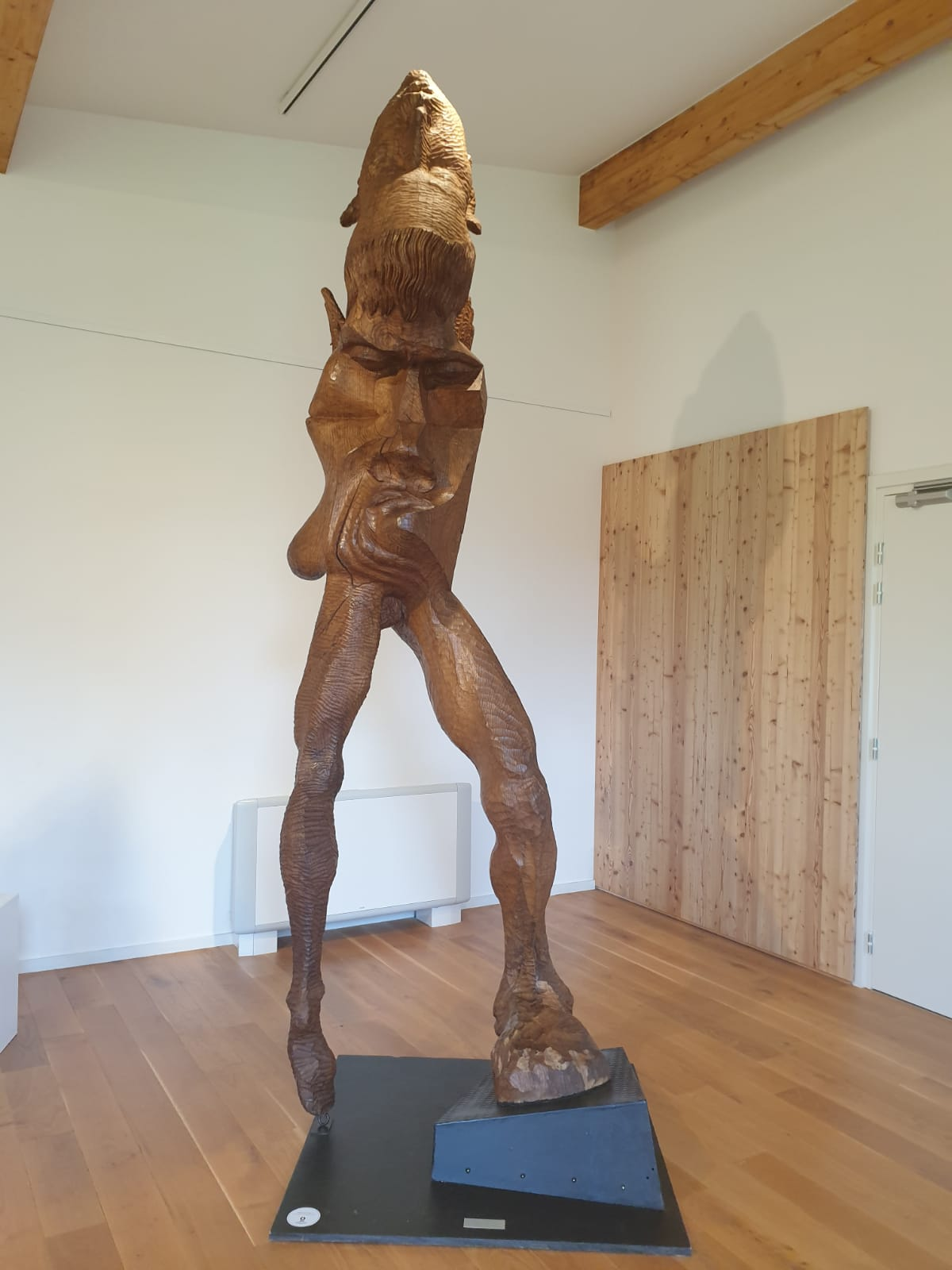
Figure composite
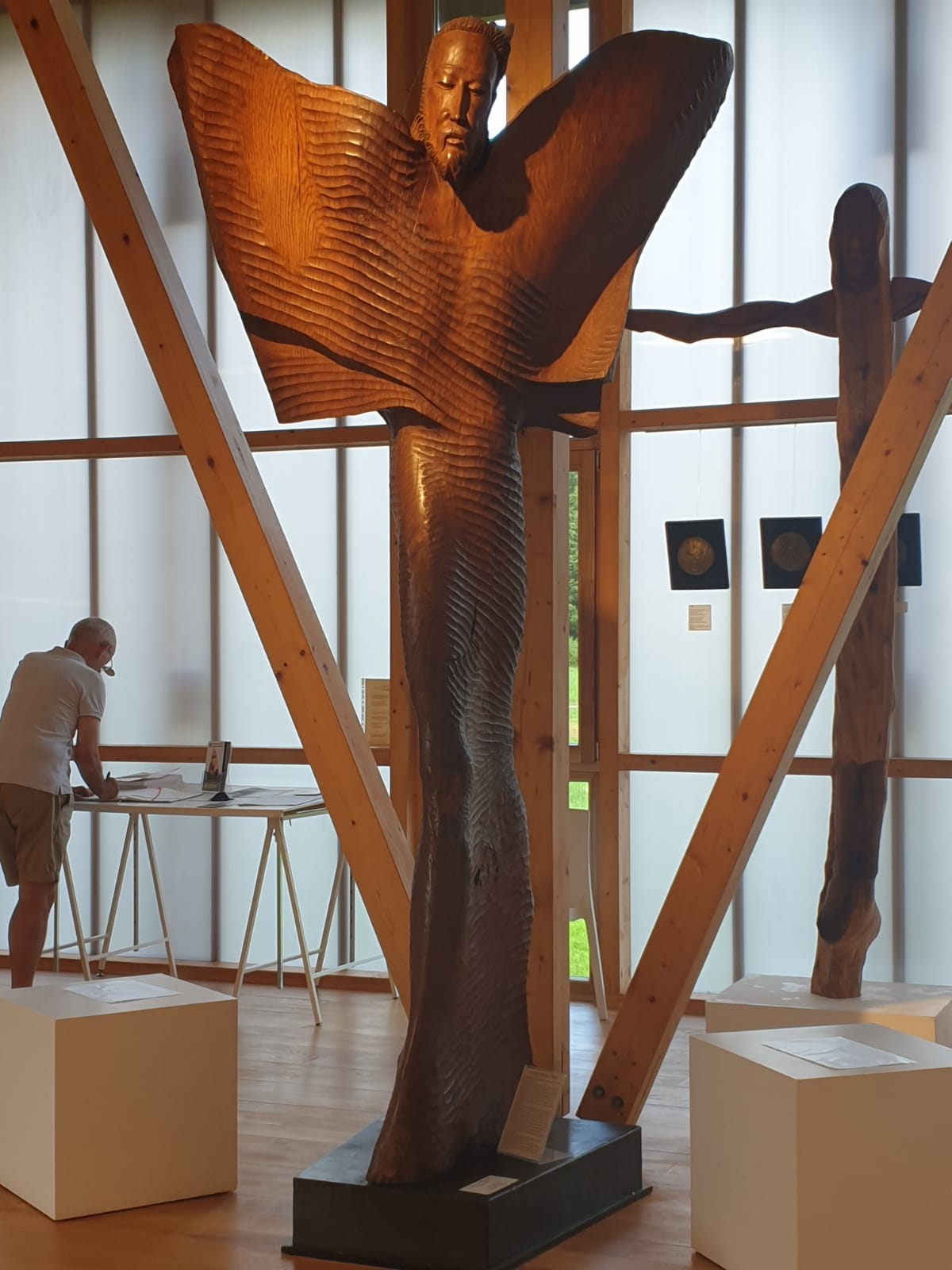
Figure de prophète
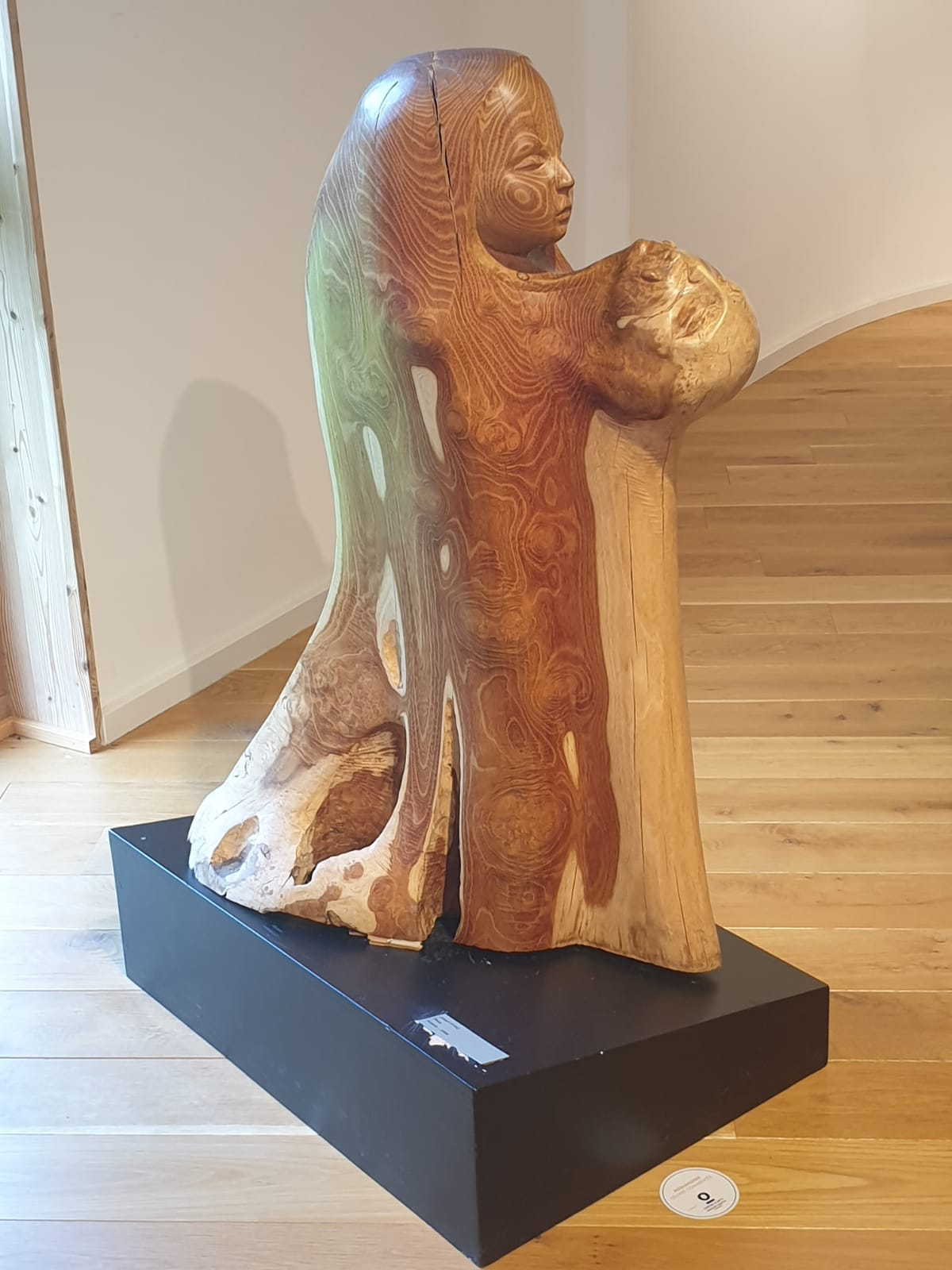
Mère-enfant, piéta